# Lothar Friedrich von Metternich-Burscheid
Lothar Friedrich von Metternich-Burscheid (Lussemburgo, 29 settembre 1617 – Magonza, 3 giugno 1675) è stato un arcivescovo cattolico tedesco.

## Biografia
Nacque nel castello di Bourscheid, in Lussemburgo. Suo padre, Gerhard von Metternich, era Signore di Burscheid ed Esch. Già all'età di otto anni, Lothar Friedrich Metternich-Burscheid venne nominato Canonico di Treviri (1625). All'Alta Scuola dei Gesuiti di Pont-à-Mousson, Lothar Friedrich ricevette le conoscenze teoretiche di base. Da qui tornò nel 1635 a Treviri, dopo che era divenuto nel 1631 anche canonico a Spira.
A Treviri studiò dal 1635 al 1636 e continuò successivamente i propri studi a Pont-à-Mousson. Dopo che nel 1639 era divenuto anche canonico a Magonza, nel 1640 ottenne la consacrazione diaconale.
L'11 aprile 1652 Lothar Friedrich von Metternich-Burscheid venne eletto vescovo di Spira. I risultati della sua elezione, non furono ad ogni modo accolti all'unanimità dal capitolo, ma avvennero per via di uno "scrutinium mixtum cum compromisso". Con la conferma della nomina da parte del papa, Metternich-Burscheid prese definitivamente possesso dell'incarico quello stesso anno. Qui egli si impegnò nella fondazione di un seminario per sacerdoti ed in numerose opere caritatevoli per la comunità.
Il 15 dicembre 1670 venne scelto dal capitolo della cattedrale di Magonza, quale coadiutore dell'arcivescovo Johann Philipp von Schönborn, con diritto di successione.
Contrasti nacquero però con Johann Philipp, il quale intendeva porre a questa carica suo nipote Franz Georg, ma il capitolo non si dimostrò intenzionato ad accogliere le decisioni nepotiste dell'arcivescovo von Schönborn.
Due anni dopo, Metternich-Burscheid divenne arciprete del Duomo di Magonza. Il 16 aprile dello stesso anno, la cattedrale di Worms lo nominò anche coadiutore del vescovo in carica. Alla morte dell'arcivescovo Johann Philipp von Schönborn, nel 1673, Lothar Friedrich von Metternich gli succedette a Magonza.
Il suo incarico fu ad ogni modo di breve durata: Lothar Friedrich morì il 3 giugno 1675 e il suo corpo venne sepolto nella cattedrale di Magonza, anche se il suo cuore venne sepolto nella cattedrale di Spira.
Gli anni del suo governo erano stati caratterizzati dalla presenza delle opere della Controriforma e della Guerra dei Trent'anni (1618-1648), di cui in particolare la diocesi di Spira era stata protagonista.
Anche la ricostruzione del duomo di Spira, provato dai conflitti, richiese tutto l'interesse e l'aiuto finanziario di Metternich-Burscheid. Egli fallì invece nel fortificare la posizione del clero, errore che viene attribuito storicamente in particolare ai suoi consiglieri, i quali si dimostrarono inesperti e non adeguatamente preparati per affrontare la novità di queste riforme.

## Genealogia episcopale e successione apostolica
La genealogia episcopale è:
- Vescovo Wolfgang Ralinger
- Arcivescovo Lothar Friedrich von Metternich-Burscheid

La successione apostolica è:
- Vescovo Johannes Brassert (1674)